# Храм Благовещения Пресвятой Богородицы (Тольятти)
Благове́щенский скит — храмовый комплекс в посёлке Фёдоровка, городской округ Тольятти.

## История
Храм в Фёдоровке был построен в 1846 году. У владельца села, богатого помещика Н. Ф. Бахметева тяжело болела жена Варвара. В надежде на выздоровление Бахметев построил каменную церковь, престол который освятили в честь Святой Великомученицы Варвары. Сохранилось имя первого священника церкви — Александр Корнилиевич Ястребов.
В 1871 году в Варваринской церкви крестили сына псаломщика Дмитрия Флеринского Петра, впоследствии епископ Покровский, викарий Саратовской епархии.
6 марта 1930 года с церкви были сняты колокола. Храм подобно многим другим православным храмам епархии был закрыт, имущество изъято. В нём разместили клуб, а позднее был открыт магазин.
Только в конце 1980-х годов здание вернули Русской православной церкви. Началась реставрация храма: здание заново оштукатурили, расписали. Пол был выложен мрамором, вновь установлен иконостас, установили пять куполов. Реставрацией храма проходила под руководством группы художников во главе с народным художником СССР, лауреатом Государственной премии, профессором А. В. Васнецовым и архитектором ЦНИИЭП жилища Е. Иохелес.

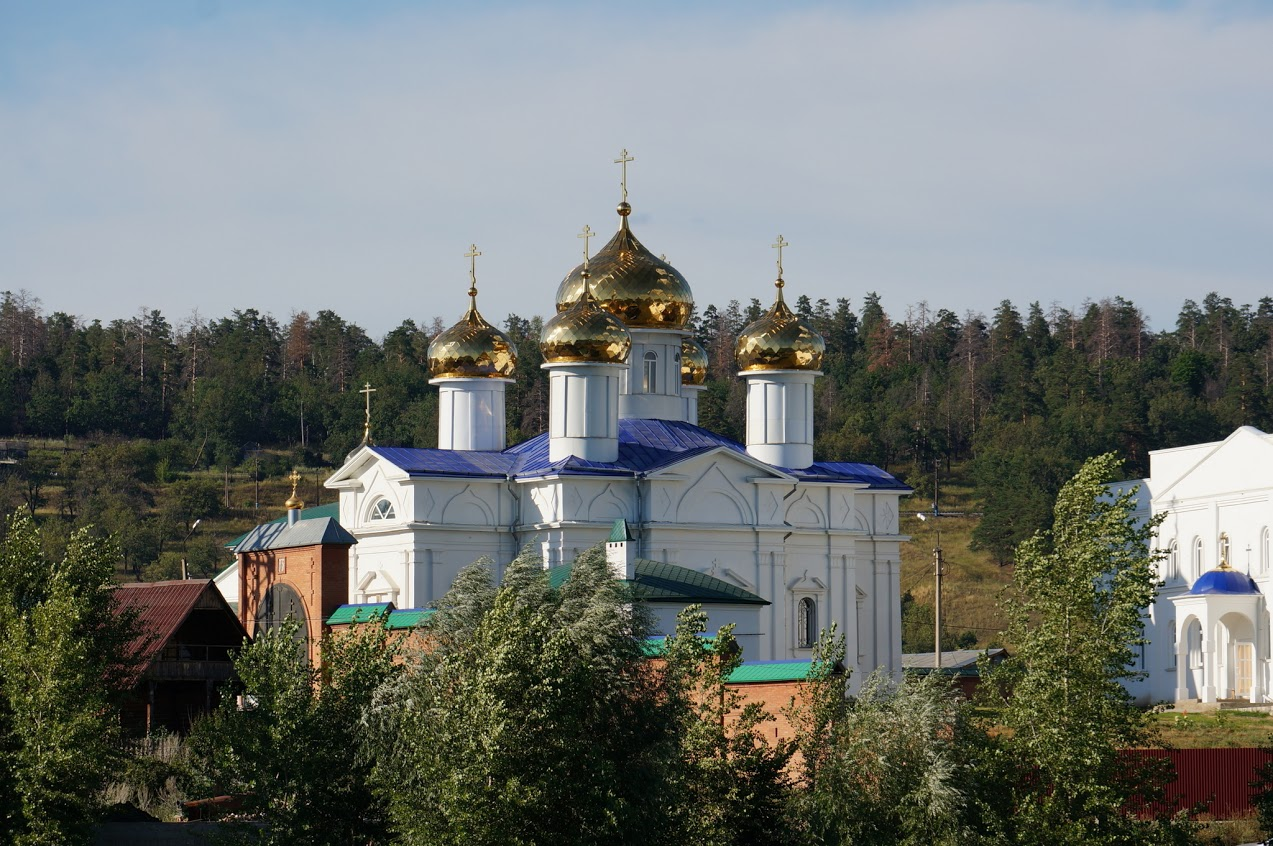

19 мая 1989 года храм был вновь открыт. Благочинный Ставропольского округа Самарской епархии Николай Манихин совершил малое освящение церкви в честь Благовещения Пресвятой Богородицы. Первым настоятелем восстановленного храма стал протоиерей Владимир Новичков (ныне игумен Григорий). В храме хранятся 3 старинных иконы(Спас Нерукотворный, Сергий Радонежский и Св. Влкмч. Екатерина), спасённые верующими при изъятии ценностей в 1930-х годах и возвращенные в возрождённый храм. В 1990 году рядом с зданием Благовещенского храма началось строительство храмового комплекса, в который вошёл ещё один храм — трапезный храм в честь Святой Великомученицы Варвары, 10 монашеских келий и хозяйственные постройки.

## Архитектурные особенности

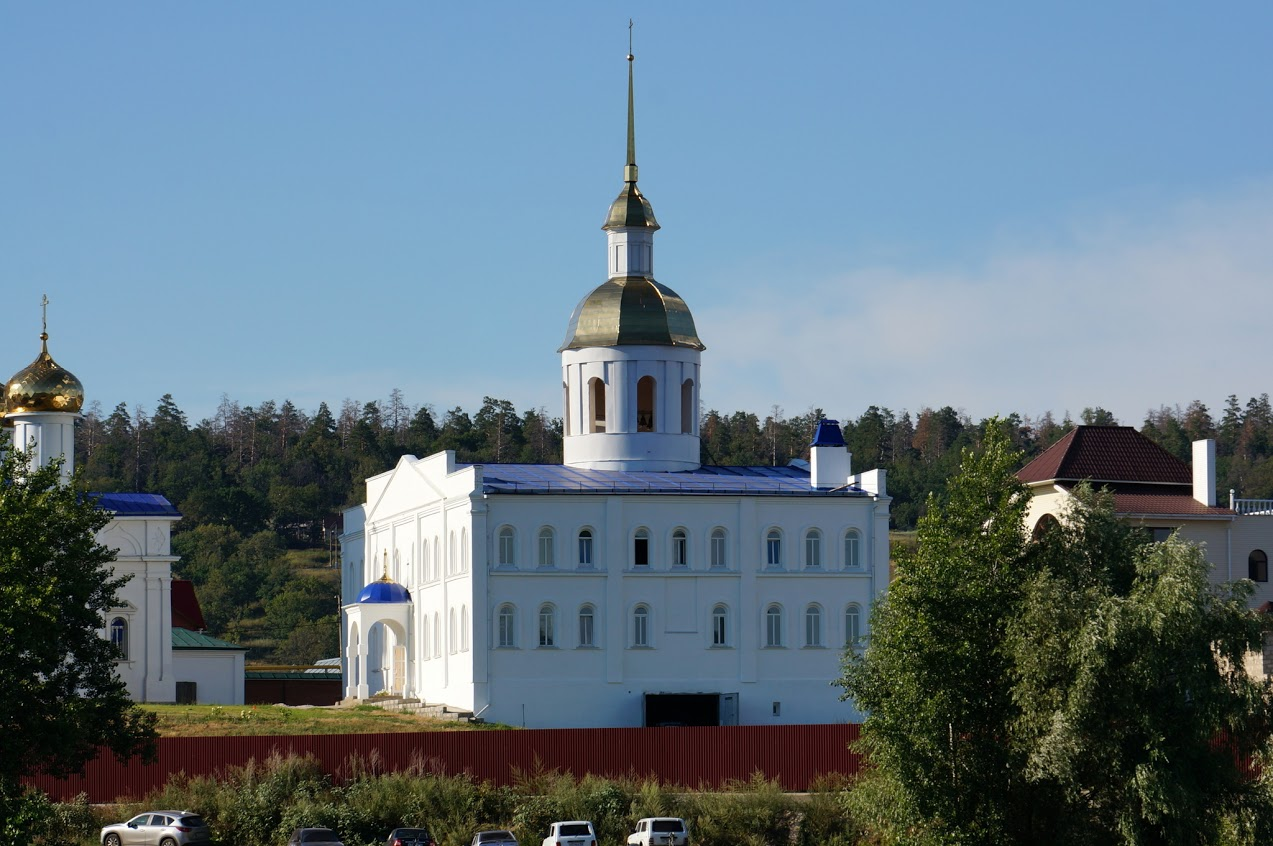

Здание Благовещенского храма официально признано архитектурным памятником Тольятти. Оно имеет треугольные фронтоны. Под карнизом — рельефные выступы в виде кокошников. Храм венчают пять золотых куполов (первоначально были голубыми, позднее были позолочены). В 2008 году в храме была обновлена роспись стен, написаны новые образа.
Храмовый комплекс расположен прямо на берегу судоходного канала и хорошо виден с проплывающих по Волге судов.

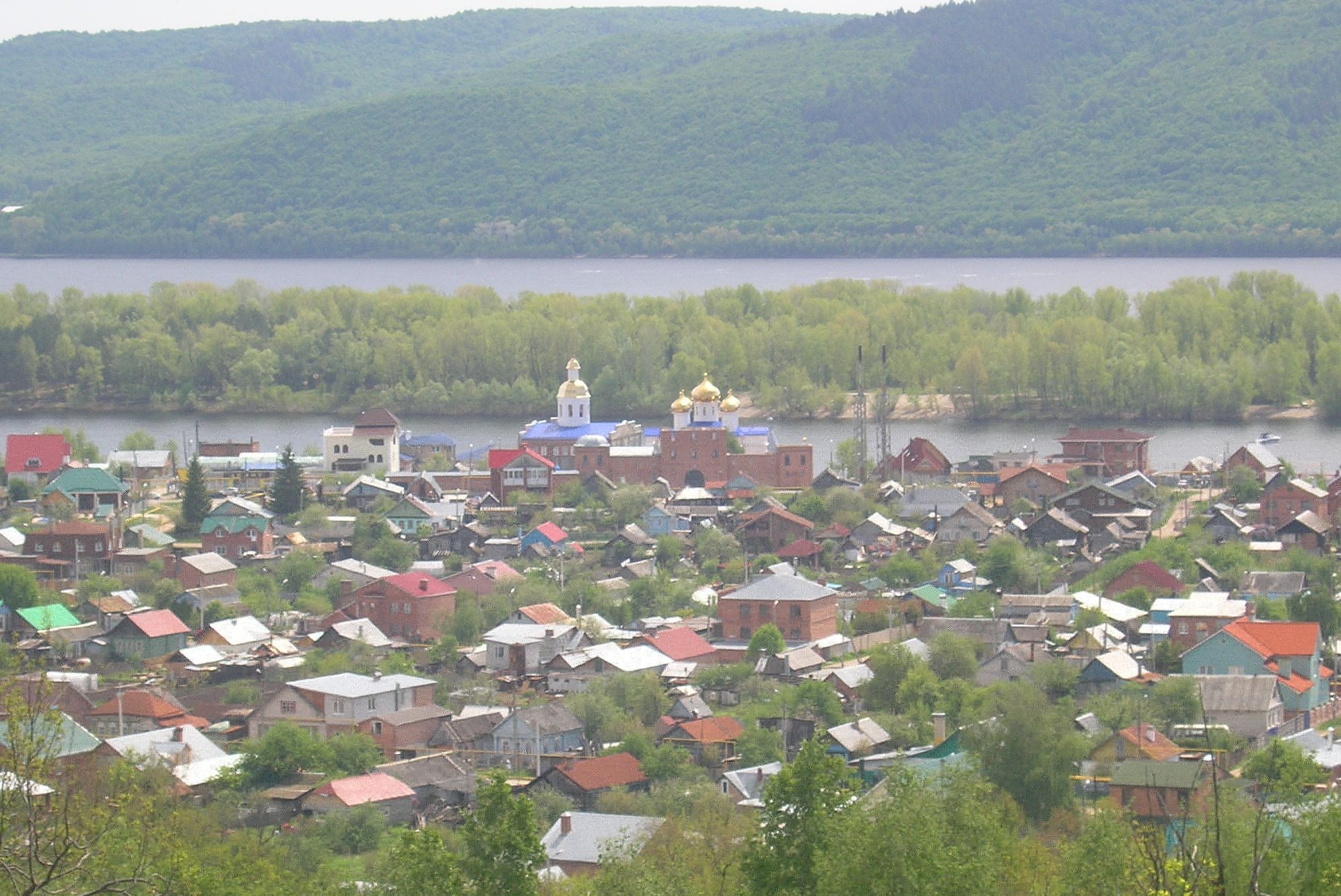
Вид с ж/д станции Канал

## Деятельность
При храме действует воскресная школа. Под окормлением храма находится часовня в честь великомученицы Анастастии Узорешительницы, расположенная в исправительной колонии.
Богослужения проводятся с вечера четверга. Вечерняя служба — 16.00. Литургия — 8.00.

## Адрес
Россия, Самарская область, Тольятти, Фёдоровка, ул. Кооперативная 27а